# Пелешенко Юрій Володимирович

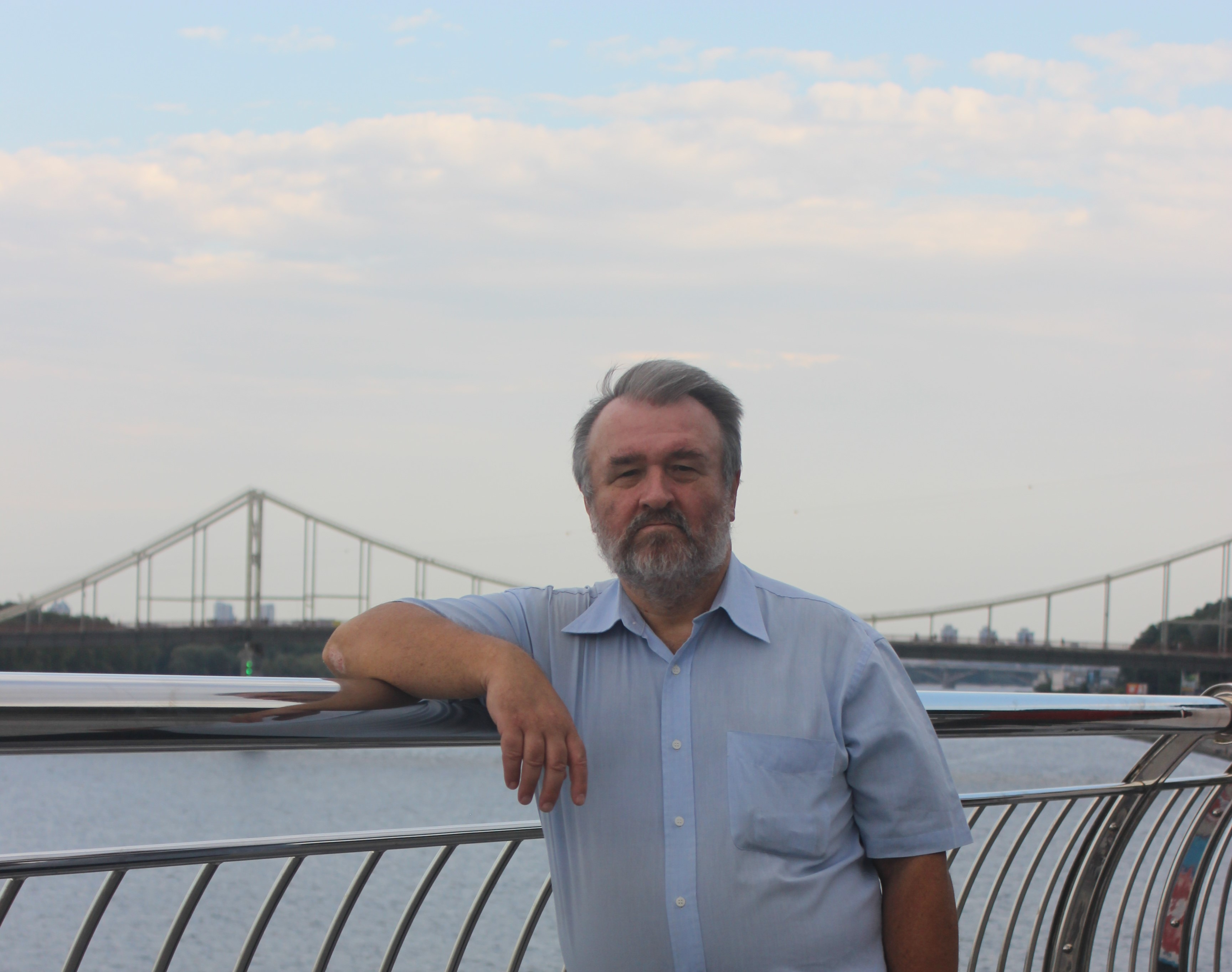
Юрій Пелешенко

Пелешенко Юрій Володимирович (нар. 27 серпня 1956, Київ) — український медієвіст, доктор філологічних наук, провідний науковий співробітник відділу давньої української літератури при Інституті літератури ім. Т. Г. Шевченка Національної академії наук України.

## Біографія
Народився 27 серпня 1956 року в Києві.
У 1973 році вступив на філологічний факультет Київського державного університету імені Т. Г. Шевченка, який закінчив 1978 р., здобувши фах філолога-славіста, викладача сербсько-хорватської мови та літератури .
1971—1983 р.р. працював на посаді наукового співробітника Державного музею Т. Г. Шевченка.
З 1984 р. — працює в Інституті літератури імені Т. Г. Шевченка НАН України[ангажоване джерело], де 1987 р. захистив кандидатську дисертацію на тему: «Українська література XIV—XV ст. і другий південнослов'янський вплив».
1997 р. здобув ступінь доктора філософії (PhD) у галузі літературознавства в Українському вільному університеті (Мюнхен, Німеччина), захистивши дисертацію «Творчість Григорія Цамблака в контексті української літератури пізнього Середньовіччя».
2004 р. в Інституті літератури захистив докторську дисертацію "Українська література пізнього Середньовіччя (друга половина XIII—XV ст.).

## Праці[3][ангажоване джерело]

### Наукові інтереси
- українська література епохи Середньовіччя: оригінальна та перекладна література;
- творчість Григорія Цамблака;
- (Default)взаємини між православно-слов'янськими літературами в епоху Середньовіччя.

### Монографії
- Розвиток української ораторської та агіографічної прози кінця ХIV — початку XVI ст. — Київ: Наук. думка, 1990. — 144 с.
- Українська література пізнього Середньовіччя (друга половина ХІІІ — XV ст.): Джерела. Система жанрів. Духовні інтенції. — Київ: ПЦ «Фоліант», 2004. — 424 с.
- Українська література пізнього Середньовіччя (друга половина ХІІІ — XV ст.). Джерела. Система жанрів. Духовні інтенції. Постаті. — Вид. друге, перероблене і доповнене. — Київ: ВД «Стилос», 2012. — 608 с.

### Упорядкування і наукове редагування
- Українська література ХIV–XVI ст. — Київ: Наук. думка, 1988. — 600 с. (Упоряд. та приміт. у співавторстві).
- Шевченко Т. Г. Повне зібрання творів: У 12 Т. –– Т. 6. Листи. Дарчі та власницькі написи. Документи, складені Т. Шевченком або за його участю — Київ: Наук. думка, 2003. — 632 с. (Упорядкування та коментарі. у співавторстві).
- Історія української літератури: У 12 т. — Т.1. Давня література (Х — перша половина ХVI ст.) / наук. редактор Юрій Пелешенко. — Київ: Наук. думка, 2013. — 840 с. (у співавторстві з Миколою Сулимою).

### Наукові статті
- Середньовічний художник слова // Всесвіт. — 1984. — № 2. — С.142-143.
- Тарас Шевченко — китайською // Літературна Україна. — 1984. — № 16.
- До питання про зародження стилю «плетеніє словес» у південно- та східнослов'янських літературах // Літературознавчі обрії. — Київ: Наук. думка, 1984. — С.103-115.
- З творчості та діяльності Григорія Цамблака // Українська література XVI—XVIII ст. та інші *Маловідомий твір Григорія Цамблака // Радянське літературознавство. — 1985. — № 7. — С.62-65.
- Дещо про традиції у творчості Івана Вишенського // Українське літературне бароко. — Київ: Наук. думка, 1987. — С. 131—143.
- Наталена Королева — український історичний белетрист // Радянське літературознавство. — 1988. — № 6.
- Українська культура XV ст. і другий південнослов'янський вплив // Письменство Київської Русі і становлення української літератури. — Київ: Наук. думка, 1988. — С.138-166.
- Дарчі написи Т. Г. Шевченка. Проблеми тексту й коментування // Питання текстології Т. Г. Шевченка. — Київ: Наук. думка, 1990. — С.191-198.
- «Муж незвичайної освіченості…» До 625-річчя від дня народження Григорія Цамблака // Отчий край. — 1990. — Вип. 4. — С.42-47.
- Григорій Цамблак // Молодь України. — 1991. — № 40.
- Ораторська проза Київської Русі і творчість Григорія Цамблака // Болгаристика в системе общественных наук: Опыт, уроки, перспективы. — Харьков, 1991. — С.45.
- Хронограф //Слово і час. — 1992. — № 4-6.
- Нове у тичинознавстві //Слово і час. — 1992. — № 5. — С.81-82. (Рец. на кн.: Кальченко С. А. Текстологія поетичних творів П. Г. Тичини. — К., 1990.)
- Ісихазм і українська культура: до постановки питання // Х Всеукраїнська славістична конференція «Духовне відродження слов'ян у контексті європейської та світової культури». — Чернівці, 1992. — С.27-28.
- Українська культура й ісихазм. Суть духовної практики ісихазму // Український світ. — 1992. — № 2. — С.17-18.
- Духовний і політичний ісихазм // Український світ. — 1992. — № 3-6. — С.22-23.
- «Епістолія небесна» в українській словесності // Європейське Відродження та українська література ХІV — ХVІІІ ст. — Київ: Наук. думка, 1993. — С.160-174.
- Послання митрополита Фотія до духівництва та мирян Великого князівства Литовського як зразок ораторської прози ХV ст. // Тези доповідей науково-практичної конференції «Писемні пам'ятки східнослов'янськими мовами ХІ-ХVІІІ ст.» — Київ-Слов'янськ, 1993. — С.181-182.
- Українська культура й ісихазм: Одкровення Івана Вишенського // Український світ. — 1994. — № 1-2. — С.32.
- UkrainianCultureandIsychasm: RelevationofIvanVysheskyi// UkrainianWorld. — 1994. — № 1-2. — Р. 32.
- Ukrainische Kultur und Isуchasmus: Offenbarung von Iwan Wyschenskyj// Ukrainische Welt. — 1994. — № 1-2. — S.32.
- Послання митрополита Фотія і боротьба за Київську митрополичу кафедру у десятих роках ХV ст. // Актуальні проблеми сучасної філології. — Т.1.– Рівне, 1994. — С.3-16. (0,8 а.).
- Европски препород и украjинска књижевност ХVІ — ХVІІІ века. // Зборник Матице Српске за славистику. — Св. 46-47. — 1994. — С. 303.
- Боротьба Григорія Цамблака та Фотія за Київську митрополичу кафедру // Другий міжнародний конгрес україністів. (Львів, 22-24 серпня 1993 р.). Доповіді і повідомлення. Історія. — Ч.1. — Львів, 1994. — С.51-53.
- Досітей Обрадович і Григорій Сковорода // Тези доповідей міжнародної наукової конференції, присвяченої 200-річчю з дня смерті Григорія Сковороди. — Харків, 1994. — С.34-35.
- «Ілаялі» (Кнут Гамсун і українська література) // Світовид. — 1995. — № 1. — С.26-31. (у співавторстві з Наталею Лисенко).
- Тема кари Божої в українській літературі пізнього Середньовіччя // Пам'ятки писемності східнослов'янськими мовами. — Київ, 1995. — С.334-336.
- Григорій Цамблак у Вільнюсі // Литва-Україна: Історія, політологія, культурологія. — Вільнюс, 1995. — С.110-113
- Grigorijus Camblakas Vilniuje.// Lietuva — Ukraina: kultorologija, politologija, istorija. — Vilnius,1995. — P.65.
- Відгомони «Слова о полку Ігоревім» у східнослов'янських писемностях ХІІІ — ХVІ ст. // Відгук «Слова о полку Ігоревім» в українській та зарубіжній літературі. Матеріали восьмої Всеукраїнської наукової конференції з проблем вивчення «Слова». — Суми, 1996. — С.14-15.
- Апокрифи српског порекла у украjинскоj књижевности 14-16 века // Српска књижевност и Свето Писмо. — Београд-Манасиjа, 1996. — С.13.
- Есхатологічні мотиви і тема кари Божої в українській літературі пізнього Середньовіччя (середина ХІІІ — ХV ст.) // Літературознавство: Матеріали ІІІ конгресу Міжнародної асоціації україністів. (Харків, 26-29 серпня 1996 р.). — Київ: Обереги, 1996. — С. 285—293.
- Спроби об'єднання католицької і православної церков на Україні в останній чверті ХV ст. // Науковий збірник Українського Вільного Університету. — Мюнхен — Львів, 1996. — Т.18. — С.31-40.
- Јован Рајић и украинско песништво осамнаестог века // Јован Рајић. Живот и дело. — Београд, 1997. — С. 269—274.
- Апокрифічні мотиви у поемі Тараса Шевченка «Марія» // Проблеми літературознавства і художнього перекладу. Збірник наукових праць і матеріалів. — Львів: Вид-во НТШ, 1997. — С. 37-47.
- Коментарі чи безпідставні закиди? // Слово і час, 1997. — № 4. — С. 34-40.
- Metropolitan Isidore and the Union of Florence. // The Ukrainian Review. — London, 1997. — Vol. 44. — № 2. — P. 32-50.
- «Плач Богородиці» в українській літературі // Медієвістика. — Вип. І. — Одеса: Астропринт, 1998. — С. 30-40.
- Єрусалим в українській церковно-політичній думці першої половини XVII ст. // Хроніка. — 2000. — 1998. — Вип. 21-22. — С. 77-84.
- Григорій Сковорода і сербська література XVIIІ ст. (Спроба типологічного порівняння) // Пам'яті Григорія Сковороди: Матеріали наукової конференції, присвяченої 275-й річниці від дня народження українського філософа та поета. (За ред. Л. В. Ушкалова). — Харків, 1998. — С. 112—115.
- Часослов видання Лаврської друкарні // Українська мова та література. — 1998. — Ч. 37. — С. 3.
- Ще до теми: Схід і Захід. // Слово і час. — 1998. — № 2. — С. 83-85. (Рец. на кн.: Тамаш Ј. Украјинска књижевност измећу Истока и Запада. — Нови Сад, 1995).
- Хорватія — Україна: зв'язки давні й сьогочасні. (рец. на кн.: Hrvatska — Ukrajina. Kulturne veze od Jadrana do Dnjepra. Культурні зв'язки від Адріатики до Дніпра. Упорядкував Євген Пащенко, переклав Василь Стрехалюк. — Zagreb, 1996.). // Слово і час. — 1998. — № 9-10. — С. 103—104.
- Біблія та українська література // Українська мова та література, 1998. — Ч. 41.
- Болгарський вплив на українську культуру пізнього Середньовіччя // Україна і Болгарія: Віхи історичної дружби (матеріали міжнародної конференції, присвяченої 120-річчю визволення Болгарії від османського іга). — Одеса, 1999. — С. 319—324.
- [Нове в медієвістиці]. / Рец. на кн.: Александров А. В. Образный мир агиграфической словесности. — Одесса, 1997. // Слово і час. — 1999. — № 8. — С. 88-89.
- Давньокиївська агіографія: нове прочитання. (Рец. на кн.: Александров О. Старокиївська агіографічна проза ХІ — першої третини ХІІІ ст. — Одеса, 1999) // Київська старовина. — 1999. — № 5. — С. 174—175.
- Українське Передвідродження. Основні риси // Літературознавство: Матеріали IVконгресу Міжнародної асоціації україністів. (Одеса, 26-29 серпня 1999 р.). — Кн. І. — Київ: Обереги, 2000. — С. 33-39.
- Апокрифи та легенди богомильського походження в українській словесності: здобутки і перспективи дослідження // Біблія і культура: Збірник наукових статей. — Вип. І. — Чернівці: Рута, 2000. — С. 45-47.
- «Плач землі» в Івана Вишенського та його джерела // Медієвістика. — Вип. 2. — Одеса: Астропринт, 2000. — С. 33-42.
- Київський митрополит Ісидор і доля Флорентійської унії в Україні // Київська старовина. — 2000. — № 2. — С. 135—142.
- Іларіон, Кирило Туровський, Лука Жидята, Климент Смолятич, Серапіон, Купріян, Григорій Цамблак, «Слово о погибелі Руської землі» // Українська література у портретах і довідках: Давня література — література ХІХ ст. — Київ: Либідь, 2000. — Кн. І. — 360 с.
- Памятники еврейской книжности в украинско-белорусских переводах второй пол. ХV века // Материалы Восьмой ежегодной Международной междисциплинарной конференции по иудаике. Тезисы. — Москва, 2000. — С. 361.
- Богомильські мотиви в українській словесності пізнього середньовіччя: апокрифи і легенди про гріхопадіння // Слов'янський збірник. — Вип. 7. — Одеса: Астропринт, 2000. — С. 178—183.
- Похвала Єрусалиму Захарії Копистенського в контексті церковно-політичної ситуації в Україні у 20-х — 30-х роках ХVІІ ст. // JewsandSlavs. — Vol. 7. — Jerusalem — Kyiv, 2000. — P. 48-54.
- Київський митрополит св. Петро (Ратенський) як письменник // Київська старовина. — 2001. — № 5. — С. 90-95.
- Українська література пізнього Середньовіччя (деякі аспекти дослідження) // Слово і час. — 2001. — № 4. — С. 39-43.
- Література пізнього середньовіччя. (Література післямонгольського часу. Переклади і переробки. Другий південнослов'янський вплив. «Плетіння словес») // Історія української культури: у 5-ти т. — Т.2. Українська культура ХІІІ — першої половини ХVІІ ст. — Київ: Наук. думка, 2001. — С. 307—322.
- Київський митрополит св. Петро (Ратенський) як письменник // Chrześcijaskie święta і święci w życiu duchowym Ukraińców na przełomie tysіącleci. — Kraków, 2001. — S. 465—474.
- Література «ожидовілих» та її місце в українській духовній культурі другої половини ХV ст. // Медієвістика. — Вип. 3. — Одеса: Астропринт, — 2002. — С. 89-108.
- Київський митрополит Ісидор та його «Послання в Лядську, і в Литовську, і в Німецьку землю, і на всю Русь.» // Збірник Харківського історико-філологічного товариства. — Харків: Око, 2002. — Нова серія. — Т. 9. — С. 3-8.
- Ісихазм і богомильство: подібність елементів світогляду (на матеріалі української та болгарської літератур) // Історико-літературний журнал. — Одеса. — 2002. — № 7. — С. 170—176.
- Двовір'я в проповідях Серапіона Володимирського та українська міфологічна традиція // Історико-літературний журнал. — Одеса — 2002. — № 8. — 61-71.
- Туга за раєм в українській словесності пізнього Середньовіччя // NadWislą і Dnieprem. Polska і Ukraina w przestrzeni europejskiej — przeszlość і terażniejszość. — Toruń — Kijów, 2002. — T.3. — S. 7-26.
- Богомильство та український космогонічний міф // Східні слов'яни. Мова. Історія. Культура. За *Тема кінця світу в українському письменстві пізнього Середньовіччя // Верховина. Збірник наукових праць на пошану професора Олекси Мишанича з нагоди його 70-річчя. — Дрогобич: Коло, 2003. — С. 238—250.
- Тенденції розвитку української літератури пізнього середньовіччя // Слов'янські літератури. ХІІІ міжнародний конгрес славістів (Любляна, 15-21 серпня 2003 року). Збірник наукових праць. — Київ, 2003. — С. 293—305.
- Міф про кінець світу в «Слові про дванадцять снів царя Мамера» та українська есхатологічна традиція // Матеріали V конгресу Міжнародної асоціації україністів: Літературознавство. — Чернівці: Рута, 2003. — Кн. 1. — С. 190—194.
- Місце літератури «ожидовілих» в дискурсі української духовної культури пізнього Середньовіччя. // Слово і час. — 2004. — № 8. — С.39-47.
- Дух епохи /Рец. на кн. М. П. Корпанюк Слово. Хрест. Шабля. — Київ, 2005 // Літературна Україна. — 2006. — № 34. — С.6.
- Нове фундаментальне дослідження про Григорія Цамблака /Рец. на кн. Дончева-Панайотова Н. Григорий Цамблак и българските литературни традиции в Источна Европа XV—XVIII в. — Велико Търново, 2004 // Слово і час. — 2006. — № 6.- С. 90-91.
- Міф про рахманів в українській словесності // Медієвістика. — Одеса: Астропринт, 2007. -Вип. 4. — С.53-66.
- «Посольство київського митрополита Мисаїла до папи римського Сикста IV» як пам'ятка історії церкви, теології та літератури // Антипролог: Збірник наукових праць, присвячених 60-річчю члена-кореспондента НАН України Миколи Сулими. — Київ: ВД «Стилос», 2007. — С.123-147.
- Київський митрополит святитель Олексій як письменник // Споконвіку було слово… Збірник на пошану професора Олександра Александрова з нагоди його 60-річчя. — Одеса: Астропринт, 2007. — С.275-285.
- Київський митрополит Ісидор і доля Флорентійської унії в Україні // Жива вода. — 2007. — № 6. — С.3-14.
- Українські літературознавчі наближення (Рец. на кн..: Ukraińskiezbliżenialiteraturoznawcze. /Podred. I.Nabytowycza.Українські літературознавчі наближення. /Під. ред. І.Набитовича. — Lublin, 2006. — 227s. // Слово і час. — 2007. — № 6. — С.83-84.
- Пам'ятки давньогрузинської агіографії українською. (Рец. на кн. "Пам'ятки давньогрузинської літератури. /Упор., переклад та примітки О.Мушкудіані. — К., 2006. — 338 с.) // Слово і час. — 2007. — № 10. — С.90-91.
- Нобелівська премія з літератури: минуле, сучасне, майбутнє. (Рец. на кн. Шкляр Л. Є., Шпиталь А. Г. Під знаком Нобеля. Лауреати Нобелівської премії з літератури 1901—2006. — К., 2006. — 506 с. // Пам'ять століть. — 2007. — № 4-5. — С.301-303.
- Велика п'ятниця в українській літературі пізнього Середньовіччя: канон та апокрифічна традиція // Sacrum і Біблія в українській літературі /за ред. Ігоря Набитовича. — Люблін: Ingvarr, 2008. — С. 101—113.
- Біблія як ключ до вивчення української середньовічної літератури // Sacrum і Біблія в українській літературі /за ред. Ігоря Набитовича. — Люблін: Ingvarr, 2008. — С. 345—551.
- Український космогонічний міф і богомильство // Київські полоністичні студії. — Т.9. Gente Ruthenus-Nationale Polonus. Symbolae in Honorum Rostyslav Radyshevs'kyj. — Київ, 2008. — С. 337—343.
- «Посольство Київського митрополита Мисаїла до папи Римського Сикста IV» отця Іоана як пам'ятка української та білоруської літератур //"Феномен пагранічча. Польская, украінская і беларуская літаратура — ўплывы і ўзаемаўзбагачэнне // Феномен пограниччя. Польська, українська та білоруська література — взаємне проникнення і взаємозбагачення / Fenomen pogranicza. Polska, ukraińskaIbialoruskaliterature — wzajemneprzenikanieiwzbogacanie. Зборнік артыкулаў. — Мінск, 2008. — С.9-32.
- Реформаторские тенденции в украинской культуре второй половины XV века // Reformacija na Slovenskem (od 500-letniciTrubarjevegarojstva). Povzetki predavany. S.38-39.
- Основні проблеми дослідження української літератури епохи Середньовіччя // Проблеми розвитку родів і жанрів в українській літературі. Збірник наукових праць. — Сімферополь: СВІТ, 2009. — С.107-128.
- «Посольство киевского митрополита Мисаила к папе Римскому Сиксту IV» как памятник украинско-белорусского «плетения словес» XV века // Киприянови четения. 600 години от успението на св. Киприан, Митрополит московски. — Велико-Търново, 2008. — С. 461—475.
- Литература "жидовствующих"на территории Великого княжества Литовского и ее место в дискурсе украинской духовной культуры позднего Средневековья // Проблемы еврейской Истории. — Часть 3. Материалы научной конференции центра «СЭФЭР» по иудаике 2007 года. — Москва, 2008. — С.173-191.
- Київський митрополит Фотій (Монемвазійський) як письменник // Медієвістика: збірник наукових статей / за ред. О. Александрова. — Одеса: Астропринт, 2009. — Вип. 5. — С.119-139.
- Київський митрополит Спиридон як письменник // GenteUkrainus, NationeUkrainus (Літературні шляхи старожитньої України). Збірник наукових праць на пошану доктора філологічних наук, професора Миколи Корпанюка з нагоди його 60-річчя. — Київ: Євшан-Зілля, 2010. — С.240-246.
- Тысячелетний путь // На горах киевских. Фольклор и литературные памятники Украины. — Москва: Худ. лит., 2010. — С. 5-28 (у співавторстві з М.Сулимою).
- «Oguznama» we orta asyr ukrain edebiỳaty: genetic baglanyşyklar we typologik gabat gelmeler //Oguznama ỳordymy-taryhy we medeni çeşme hökmünde. — Aşgabat, 2010. — C.76.; Oguznama and Medieval Ukrainian Literature: genetic relation and typological coincidences // Там само. — С.170-171; Огузнама и украинская средневековая литература: генетические связи и типологические совпадения // Там само. — С.266-267.
- «Огузнама» як історичне і культурне джерело // Cлово і час. — 2011. — № 2. — С.109.
- Інгарденівські читання: Інтерпретація художнього тексту. (Studia Ingardeniana. — T.1 : Interpretacija tekstu literackiego / Red. I. Nabytowycz, T. Hundorowa, M. Oldakowska-Kuflowa // Слово і час. — 2011. — № 3. — С.98-101.
- Mahtumkuli and Skovoroda // Origin of Turkmen People and Development of World Cultere. — Aşgabat, 2011. — P. 391—392.; MagtymgulyweGrigoriý Skoworody (Taryhy-typologicdeňeşdizmä synanyşyk) // Türkmenhalkynyň kemalagelmegiwedünýä medeniýetiniň ösiiş taryhy. — Aşgabat, 2011. — P.186-187.; Махтумкули и Григорий Сковорода (Попытка историко-типологического сопоставления) // Формирование туркменского народа и история мировой культуры. — Aşgabat, 2011. — С. 577—578.
- «Oguznama» we orta asyr Ukrain edebiỳaty: Genetiki baglanyşyklar we tipologic gabat gelmeler.; «Огузнама» и украинская средневековая литература: генетические связи и типологические совпадения; Oguznama and Ukrainian Medieval Literature: Genetic Relationship and Typological Coincidence // Miras. — 2011. — № 2. — P. 87-96.
- Йован Раїч і українська поезія XVIII ст. // Украс. Українсько-сербський збірник. — Вип.1 (5). Рік 2010. — Київ: Темпорак, 2011. — С.68-74.
- Пелешенко Ю. «Слово про Никифора Фоку» в слов'янських літературах // Українсько-македонський науковий збірник. — Вип.5. — К., 2011. — С.203-206.
- Перекладна література (Х — перша половина XІІІ ст.). Збірники: «Андріатіс», «Паренесіс», Пчола"; Література пізнього Середньовіччя (друга половина XІІІ — перша половина XVІ ст.): Історико-культурні обставини, Літературний процес, Білорусько-литовські та регіональні літописи, «Хронограф» українсько-білоруської редакції (у співавторстві з М. Корпанюком), «Слово о погибелі Руської землі»; Ораторсько-учительна проза і гімнографія другої половини ХІІІ — першої половини XVI ст.: Серапіон Володимирський; Творчість київських митрополитів: Кирило ІІ, Максим, Св. Петро Ратенський, Теогност; Св. Олексій Б'яконт; Анонімні твори: Пророцтво пророка Ісаї про останні дні; Слово про Лазареве воскресіння (у співавторстві зі С.Борщ); митрополит Кипріян, Григорій Цамблак, митрополит Фотій (Монемвазійський), Похвала Великому князю Вітовту, митрополит Ісидор; отець Іоанн митрополит київський Спиридон, Посольство у справі Йони Глезни, Йосиф ІІ Солтан, Оповідь про перемогу князя Костянтина Острозького під Оршею; Агіографія: Житіє Михайла Чернігівського, Житіє Олександра Невського; Перекладна література. Збірники: Тлумачна палея, Книга, глаголемая Ізмарагд, Маргарит, Златая цѣпь, Злата матиця, Златоуст, Торжественник, Книга Кааф; Хронографічна література: Вступ, Хронографічне зведення 1262 р.; Повісті: Повість (Сказання) про Індійське царство; Повість про Макарія Римлянина; Слово про дванадцять снів Шахаїші (Мамера), Сербська «Олександрія», Слово про Никифора Фоку та його дружину, Повість про трьох королів-волхвів; Страсті Христові; Повість про Таудала-рицаря, Сказання про Сивілу-пророчицю, Слово про Сивілу і Давида-царя // Історія української літератури: У 12 т. — Т.1. Давня література (Х — перша половина ХVI ст.). — К. : Наукова думка, 2013. — 840 с.
- Есхатологічні мотиви у «Слові про дванадцять снів царя Шахаїші (Мамера)» // Слово, яке тебе обирає: Збірник на пошану професора Володимира Моренця. До 60-річчя від дня народження / упоряд. В. Панченко. — Київ: Вид. дім «КМА», 2013. — С.245-252.
- Sacrumі profanumу «Повісті (житії) про Макарія Римлянина» (на основі українського перекладу XVIII ст. Іоана Гармашенка) // Діалог. Медіа-студії. Збірник наукових праць. — Одеса, 2013. — Вип. 16. — С. 92-98.
- Реформаторські тенденції в українській та білоруській культурах кінця XV — початку XVI // Студії з україністики. — Вип. XIII. — Київ, 2013. — С.332-353.
- Аарон, Авраам, Авель, Агар, Адам, Амнон (Амон), Боян (Баян), Валькірії, Гавриїл архангел, Георгій св., Димитрій Солунський, Егерія, Єва, Євстафій (Євстахій) Плакида, Єлизавета, Єзекіїль (Іезекіїль), Єгова (Ягве), Єрнмія, Дарчі написи Т. Шевченка // Шевченківська енциклопедія: в 6 т. — К., 2013. — Т.1-3.
- Київ та Єрусалим в українській церковно-політичній думці першої половини XVII ст. // Київ і слов'янські літератури. Збірник / упор. Деян Айдачич. — Київ-Београд: Темпора-SlovoSlavia, 2013. — С. 131—139.
- Перекладні оповіді про Сивілу (сивіл) в українській та білоруській книжностях ХVI–ХVIІІ ст. // Ренесансні студії. — Запоріжжя, 2013. — Вип. 20-21. — С.97-106.
- Махтумкули Фраги и украинская литература ХV –ХVIІІ вв. // Махтумкули Фраги и общечеловеческие культурные ценности. — Ашхабад, 2014. — С.83-84.
- «Повість про Індійське царство» — середньовічна містифікація // SpheresofCulture. — Lublin, 2014. — Vol.7. — P.152-160.
- Пелешенко Ю. Болгарское влияние на украинскую литературу позднего Средневековья (вторая половина XIV- первая половина XVI вв. // Трети международен конгрес по българистика, 23-26 май 2013. Кръгла маса «Кирилометодиевистика». — София, 2014. — С.275-288.
- Болгарський вплив на українську літературу в добу пізнього Середньовіччя (друга половина ХIV– перша половина ХVI ст.) // Слово і час. — 2014. — № 11. — С.25-32.
- Махтумкулі Фрагі та Григорій Сковорода (типологічне зіставлення) // Слово і час. — 2014. — № 12. — С. 66-70.
- Феномен святості у «Житії Михайла Чернігівського» // Преподобний Нестор в історії української культури. Збірник статей. — Харків: Акта, 2014. — С.99-105.
- Сказания о Сивилле (Сивиллах) в украинской и белорусской книжности XVI—XVIIIвеков // «Палея Толковая» в контексте древнерусской культуры XI—XVIIвеков / научн. ред. А. Н. Ужанков. — Москва: Согласие, 2014. — С.89-97.
- Афонський ісихазм та його відгомони в українській літературі другої половини XIV—XV століть // Афонское наследие: научный альманах. — Вып. 1-2: Материалы научной конференции «Русь и Афон: тысячелетие духовно-культурных связей». — Чернигов, 2015. — С.280-289.
- Українська тематика в Білорусько-Литовських літописах // У пошуках істини. Збірник на пошану професора Володимира Антофійчука. — Чернівці-Дрогобич: Посвіт, 2015. — С.260-266.
- Мізогінний дискурс в українському середньовічному письменстві // Слово і час. — 2015. — № 6. — С.18-26.
- «Огузнама» та українська середньовічна література: генетичні зв'язки й типологічні збіги // Слово і час. — 2015. — № 9. — С.50-55.
- Соціокультурні чинники зародження елементів громадянського суспільства в Україні (друга половина XIV — друга половина XVI ст. // Слово. Символ. Ритуал. Праці з історії української літератури. — Харків: Акта, 2016. — С. 237—250.
- Особливості поетики Сербської «Александрії» (на основі українських списків XIV—XVІІ ст.) // Глобалізація / Європеїзація і розвиток національних слов'янських культур. — К., 2016. — С.99-100.
- Південнослов'янські та західні впливи в києворуському письменстві // Слово і час. — 2016. — № 8. — С. 90-94.
- Відгомони творів про Бориса і Гліба в східнословянській агіографії ХІІ — ХІІІ ст. // Святі Борис і Гліб у національній культурі та суспільній думці. — Харків: Акта, 2016. — С. 41-45.
- Народні звичаї та особливості ментальності у московсько-новгородських землях у творах київських митрополитів кінця XIII– першої половини XV ст. // Ліствиця Якова: Збірник на пошану професора Леоніда Ушкалова з нагоди його шістдесятиріччя. — Харків: Майдан, 2016. — С.281-295.
- Особливості поетики «Похвального Слова Євтимію Тирновському» Григорія Цамблака // Слов'янознавство і нові парадигми та напрями соціогуманітарних досліджень. Матеріали міжнародної наукової конференції до Дня словянської писемності і культури (Київ, 24 травня 2017 р.). — К., 2017. — С.108-109.
- Духовні виміри барокових «місць пам'яті» [рец. на: Ісіченко Ігор, архиєпископ. Духовні виміри барокового тексту. Літературознавчі дослідження. — Харків: Акта, 2016. — 580 с.] // Слово і час. — 2018. — № 3. — С.107-115 / у співавторстві з Наталією Пелешенко.
- Основні проблеми дослідження української літератури пізнього Середньовіччя // Актуальні проблеми сучасної української медієвістики. — Чернігів, 2018. — С.25-44.
- Особливості поетики мартирію «Муки Іоанна Нового Сучавського» Григорія Цамблака // Сто років академічної славістики в Україні: здобутки і перспективи. — К., 2018. — С.48-49.
- Народні звичаї та особливості ментальності мешканців московсько-новгородських земель кінця ХІІІ — першої половини ХV ст. // Ізборник 2012—2016. Дослідження. Критика. Публікації. — К., 2018. — С.12-29.
- Про «Похвальне слово Євтимію Тирновському» Григорія Цамблака // Ізборник 2012—2016. Дослідження. Критика. Публікації. — К., 2018. — С.228-231.
- Григорій Цамблак. Похвальне слово Євтимію Тирновському / Публікація, переклад і примітки Ю.Пелешенка // Ізборник 2012—2016. Дослідження. Критика. Публікації. — К., 2018. — С.232-279.
- «Слово похвальне трьом отрокам і пророку Даниїлу» Григорія Цамблака зі збірника Почаївської лаври XVI ст. // Культуротворча місія Почаївського василіянського монастиря /Упоряд. архиєп. Ігор Ісіченко. — Харків: Акта, 2018. — С.8-36.
- «Слово на Вознесіння Господнє» Григорія Цамблака: особливості поетики // Славістика й україністика: взаємне посилення розвитку. — К., 2019. — С.57-58.
- «Слово в святий Великий Четвер» Григорія Цамблака (Вступна стаття, оригінальний текст, переклад сучасною українською мовою) // UcrainicaMediaevalia. — 2019. — № 2. — С.87-102.
- «Слово на славне вознесіння Господа нашого Ісусв Христа» Григорія Цамблака (Переднє слово та підготовка тексту // Спадщина. — 2020. — № 15. — С.119-132.